# Stalachtis euterpe
Stalachtis euterpe är en fjärilsart som beskrevs av Carl von Linné 1758. Stalachtis euterpe ingår i släktet Stalachtis och familjen juvelvingar. Inga underarter finns listade i Catalogue of Life.

## Bildgalleri

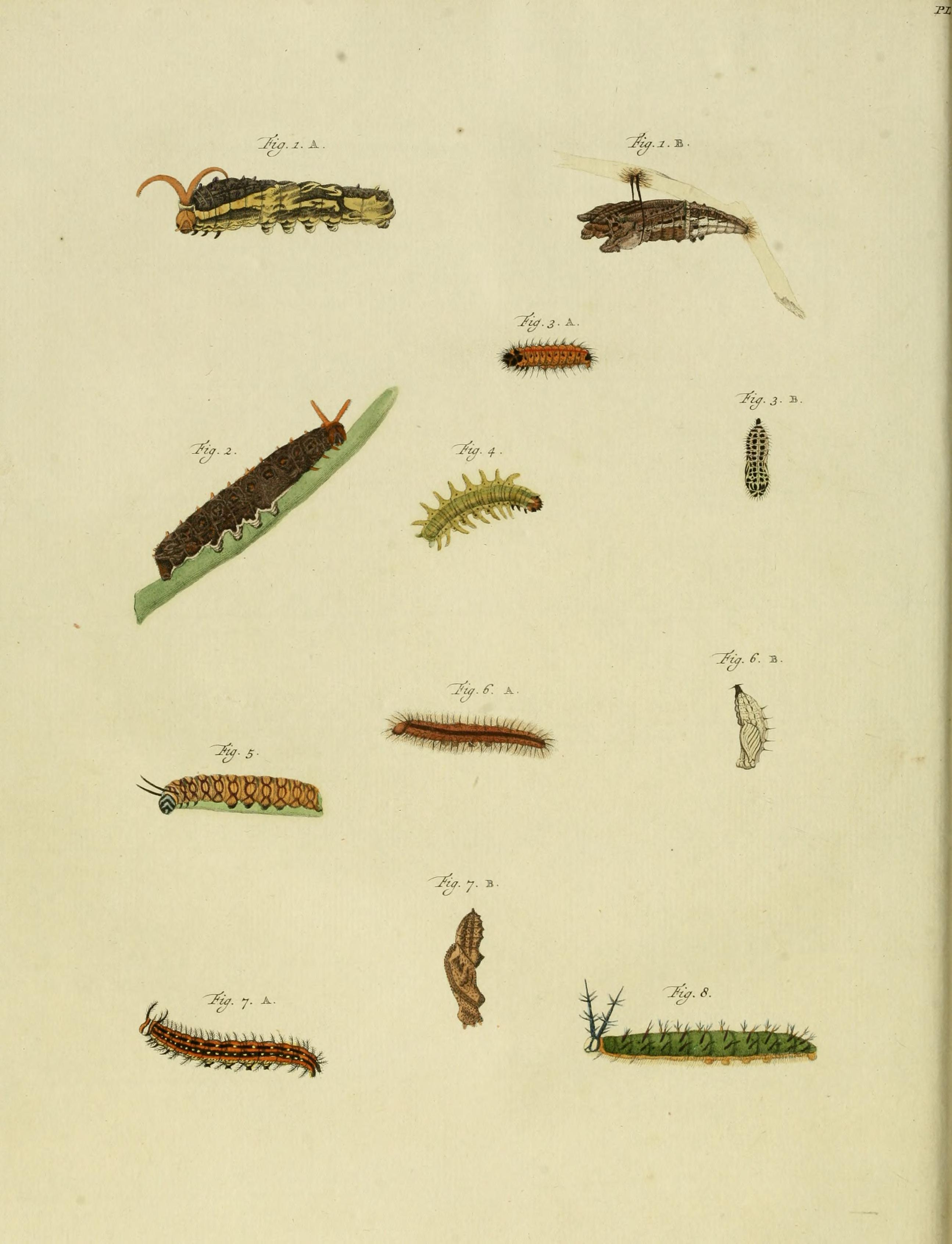
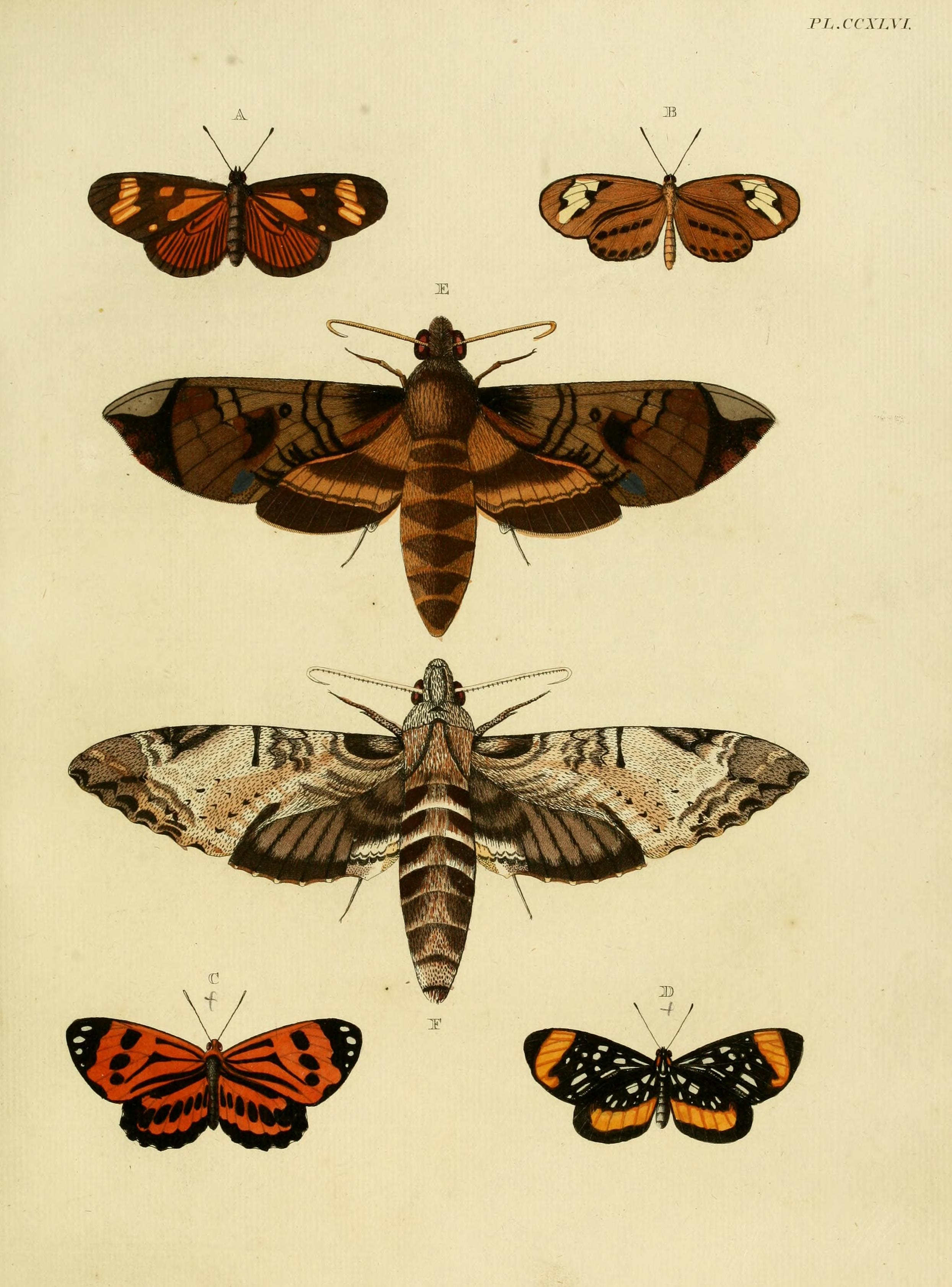
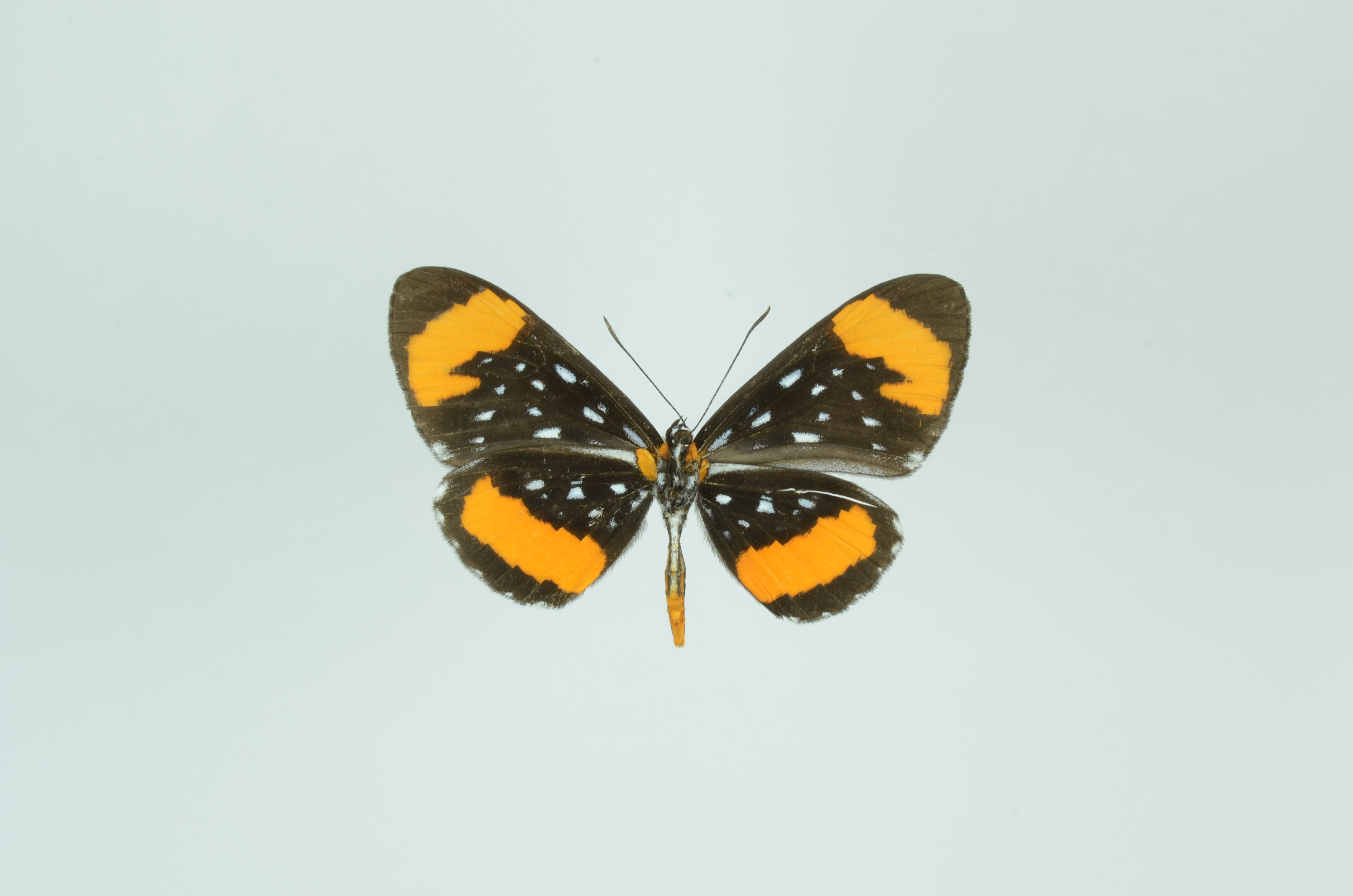